# Indicatif régional 916

Carte de l'État de Californie avec les territoires de ses indicatifs régionaux. L'indicatif régional 916 est en rouge.

L'indicatif régional 916 est l'un des multiples indicatifs téléphoniques régionaux de l'État de Californie aux États-Unis.

## Usages
Cet indicatif est utilisé dans le comté de Sacramento et le sud du comté de Placer. Plus précisément, il couvre la ville de Sacramento et la majeure partie de l'agglomération métropolitaine de Sacramento.

## Couverture
La carte ci-contre indique en rouge le territoire couvert par l'indicatif 916.
L'indicatif régional 916 fait partie du Plan de numérotation nord-américain.